# Los Ángeles (Catamarca)
Los Ángeles es una localidad del Departamento Capayán, en la provincia argentina de Catamarca.

## Ubicación
Se encuentra a 2.391 m s. n. m. sobre la Sierra de Ambato. Se accede por la Ruta Provincial 202 desde la localidad de Miraflores ubicada sobre la Ruta Nacional 38, al sur de la ciudad de San Fernando del Valle de Catamarca.

## Población
Cuenta con 373 habitantes (Indec, 2001) lo que representa un aumento del 1,35% frente a los 368 habitantes (Indec, 1991) del censo anterior.

## Sismicidad
La sismicidad de la región de Catamarca es frecuente y de intensidad baja, y un silencio sísmico de terremotos medios a graves cada 30 años en áreas aleatorias. Sus últimas expresiones se produjeron:
- 21 de octubre de 1966 (58 años), a las 12.39 UTC-3 con 5,0 Richter; como en toda localidad sísmica, aún con un silencio sísmico corto, se olvida la historia de otros movimientos sísmicos regionales
- 3 de noviembre de 1973 (51 años), a las 14.17 UTC-3 con 5,8 Richter: además de la gravedad física del fenómeno se unió el olvido de la población a estos eventos recurrentes
- 7 de septiembre de 2004 (20 años), a las 8.53 UTC-3, con una magnitud aproximadamente de 6,5 en la escala de Richter (terremoto de Catamarca de 2004)[1]